# Ахмет Берман
Ахмет Берман (тур. Ahmet Berman, 1 січня 1932, Стамбул — 17 грудня 1980, Стамбул) — турецький футболіст, що грав на позиції захисника.
Виступав, зокрема, за «Бешикташ» та «Галатасарай», а також національну збірну Туреччини, у складі якої був учасником чемпіонату світу 1954 року.
Чотириразовий чемпіон Туреччини. Триразовий володар Кубка Туреччини. 

## Клубна кар'єра
У дорослому футболі дебютував 1954 року виступами за команду клубу «Фатіх Карагюмрюк», в якій провів один сезон. 
Своєю грою за цю команду привернув увагу представників тренерського штабу клубу «Бешикташ», до складу якого приєднався 1955 року. Відіграв за стамбульську команду наступні чотири сезони своєї ігрової кар'єри. Двічі за цей період ставав чемпіоном Туреччини
1959 року уклав контракт з іншим стамбульським грандом, «Галатасараєм», у складі якого провів наступні шість років своєї кар'єри гравця. Більшість часу, проведеного у складі «Галатасарая», був основним гравцем захисту команди. За цей час двічі виборював титул чемпіона Туреччини та тричі ставав володарем Кубка Туреччини.
Продовжив ігрову кар'єру у клубі «Вефаспор», за команду якого виступав протягом 1965—1967 років, а завершив її в сезоні 1967/68 граючи за друголіговий «Сівасспор».
Помер 17 грудня 1980 року на 49-му році життя.

## Виступи за збірну
Не маючи досвіду виступів за національну збірну Туреччини, був включений до її заявки для участі у чемпіонаті світу 1954 року у Швейцарії, де на поле також не виходив.
Дебютував в офіційних матчах у складі збірної лише наступного, 1955 року. Протягом кар'єри у національній команді, яка тривала 8 років, провів у формі головної команди країни 29 матчів.

## Титули і досягнення
- Чемпіон Туреччини (4):

«Бешикташ»:  1957, 1958
«Галатасарай»:  1961-1962, 1962-1963
- Володар Кубка Туреччини (3):

«Галатасарай»:  1962-1963, 1963-1964, 1964-1965